# Isoperla difformis
Isoperla difformis är en bäcksländeart som först beskrevs av František Klapálek 1909.  Isoperla difformis ingår i släktet Isoperla och familjen rovbäcksländor. Honan blir upp till 10 mm, hanen 7 mm lång. Hanen har rudimentära vingar och förväxlas ofta med kortvingar.  den rovlevande larven är 15 mm lång och lever i större åar. Flygtiden är maj-juni. Arten är reproducerande i Sverige. Inga underarter finns listade i Catalogue of Life.